# Ortopedie pediatrică
Ortopedia pediatrică reprezintă specialitatea care se ocupă de diagnosticul și tratamentul afecțiunilor ortopedice și traumatice ale vârstei copilăriei.